# توم تيكوير
توم تيكوير (بالألمانية: Tom Tykwer) (و. 1965 – م) هو مخرج سينمائي، ومنتج أفلام، وكاتب سيناريو، وملحن، ومصور سينمائي من ألمانيا. ولد في فوبرتال.

## الأعمال

### أفلام
| السنة | الفيلم | عمل في | عمل في        | عمل في |
| السنة | الفيلم | أخراج  | كتابة سيناريو | منتج   |
| ----- | ------ | ------ | ------------- | ------ |
| 2025  | الضوء  | نعم    | نعم           | لا     |

## وصلات خارجية
- توم تيكوير على موقع IMDb (الإنجليزية)
- توم تيكوير على موقع مونزينجر (الألمانية)
- توم تيكوير على موقع قاعدة بيانات الأفلام العربية
- توم تيكوير على موقع ألو سيني (الفرنسية)
- توم تيكوير على موقع ميوزك برينز (الإنجليزية)
- توم تيكوير على موقع أول موفي (الإنجليزية)
- توم تيكوير على موقع بوكس أوفيس موجو (الإنجليزية)
- توم تيكوير على موقع قاعدة بيانات الأفلام السويدية (السويدية)
- توم تيكوير على موقع أول ميوزيك (الإنجليزية)
- توم تيكوير على موقع ديسكوغز (الإنجليزية)